# Wincenty Ogrodziński
Wincenty Stefan Ogrodziński (ur. 5 kwietnia 1884, zm. 20 września 1945 w Krakowie) – polski filolog, nauczyciel, historyk literatury, absolwent Uniwersytetu Jagiellońskiego, pionier badań nad polską literaturą na Śląsku, autor Dziejów piśmiennictwa śląskiego.
Materiały archiwalne Wincentego Ogrodzińskiego znajdują się w PAN Archiwum w Warszawie pod sygnaturą III-18.